# German Open 1992 (Badminton)
Die German Open 1992 im Badminton fanden im Oktober 1992 in Leverkusen statt. Die Finalspiele wurden am 11. Oktober 1992 ausgetragen. Das Preisgeld betrug 60.000 US-Dollar, was dem Turnier zu einem Drei-Sterne-Status im Grand Prix verhalf.

## Sieger und Platzierte
| Disziplin    | Gold                              | Silber                             | Bronze                                 |
| ------------ | --------------------------------- | ---------------------------------- | -------------------------------------- |
| Herreneinzel | Alan Budikusuma                   | Joko Suprianto                     | Darren Hall                            |
| Herreneinzel | Alan Budikusuma                   | Joko Suprianto                     | Hermawan Susanto                       |
| Dameneinzel  | Susi Susanti                      | Sarwendah Kusumawardhani           | Christine Magnusson                    |
| Dameneinzel  | Susi Susanti                      | Sarwendah Kusumawardhani           | Lim Xiaoqing                           |
| Herrendoppel | Jon Holst-Christensen Thomas Lund | Rudy Gunawan Bambang Suprianto     | Peter Axelsson Pär-Gunnar Jönsson      |
| Herrendoppel | Jon Holst-Christensen Thomas Lund | Rudy Gunawan Bambang Suprianto     | Jan Paulsen Henrik Svarrer             |
| Damendoppel  | Christine Magnusson Lim Xiaoqing  | Catrine Bengtsson Maria Bengtsson  | Lisbet Stuer-Lauridsen Marlene Thomsen |
| Damendoppel  | Christine Magnusson Lim Xiaoqing  | Catrine Bengtsson Maria Bengtsson  | Gillian Clark Gillian Gowers           |
| Mixed        | Thomas Lund Pernille Dupont       | Pär-Gunnar Jönsson Maria Bengtsson | Henrik Svarrer Marlene Thomsen         |
| Mixed        | Thomas Lund Pernille Dupont       | Pär-Gunnar Jönsson Maria Bengtsson | Nick Ponting Gillian Gowers            |

## Finalergebnisse
| Disziplin    | Sieger                            | Finalist                           | Ergebnis          |
| ------------ | --------------------------------- | ---------------------------------- | ----------------- |
| Herreneinzel | Alan Budikusuma                   | Joko Suprianto                     | 15–11, 15–2       |
| Dameneinzel  | Susi Susanti                      | Sarwendah Kusumawardhani           | 11–7, 10–12, 11–8 |
| Herrendoppel | Jon Holst-Christensen Thomas Lund | Rudy Gunawan Bambang Suprianto     | 15–6, 2–15, 15–9  |
| Damendoppel  | Christine Magnusson Lim Xiaoqing  | Catrine Bengtsson Maria Bengtsson  | 15–9, 15–0        |
| Mixed        | Thomas Lund Pernille Dupont       | Pär-Gunnar Jönsson Maria Bengtsson | 15–9, 15–12       |

## Herreneinzel Qualifikation
- Jaime Llanes –  Boris Kessov: 15-8 / 15-11
- Theodoros Velkos –  Juan Carlos Ventosa: 15-8 / 15-3
- Stephan Kapps –  Ronnie Caballero: 15-1 / 15-0
- Andrew Muir –  Filip Vigneron: 15-5 / 15-5
- Thorsten Reinemann –  Ronald Magnaye: 15-11 / 15-4
- Attila Nagy –  Allan De Leon: 15-11 / 12-15 / 15-6
- Miha Košnik –  Stojan Ivantchev: 15-6 / 15-9
- Christian Diekmann –  Rocky Magnaye: 15-0 / 15-4
- Jean-Frédéric Massias –  Svetoslav Stoyanov: 15-4 / 15-11
- Hans-Georg Fischedick –  William Mardicas: 15-7 / 15-3
- Li Ang –  Melvin Llanes: 15-2 / 15-7
- Yves de Negri –  Theodoros Velkos: 15-12 / 15-11
- Mike Recoules –  Nedelcho Kessov: 11-15 / 15-11 / 15-5
- Martin Kranitz –  Miha Košnik: 15-8 / 15-8
- Bernd Schwitzgebel –  Jean-Frédéric Massias: 15-9 / 15-4
- Hans-Georg Fischedick –  Richárd Bánhidi: 15-9 / 15-11
- Tom Becker –  Björn Siegemund: 17-16 / 6-15 / 15-12
- Li Ang –  Vasilios Velkos: 15-6 / 15-3
- Yves de Negri –  Andreas Ruth: 15-5 / 10-15 / 15-12
- Stephan Kapps –  Mike Recoules: 15-12 / 15-1
- Andrew Muir –  Thorsten Reinemann: 8-15 / 15-8 / 15-2
- Attila Nagy –  Martin Kranitz: 17-18 / 15-3 / 15-6
- Bernd Schwitzgebel –  Christian Diekmann: 15-5 / 15-4
- Hans-Georg Fischedick –  Mihail Popov: 15-5 / 15-4
- Li Ang –  Tom Becker: 15-7 / 15-6

## Herreneinzel
- Peter Knowles –  Attila Nagy: 15-5 / 15-3
- Jürgen Koch –  Hans-Georg Fischedick: 15-3 / 15-2
- Jan Jørgensen –  Markus Keck: 7-15 / 15-5 / 15-9
- Chris Bruil –  Thomas Berger: 15-8 / 15-8
- Iain Sydie –  Yves de Negri: 15-7 / 15-1
- Wang Xuyan –  Thomas Wapp: 15-6 / 15-10
- Oliver Pongratz –  Peter Espersen: 15-10 / 12-15 / 15-6
- Wang Wen –  Marek Bujak: 15-4 / 15-2
- Dharma Gunawi –  Pedro Vanneste: 15-9 / 15-10
- Bernd Schwitzgebel –  Stéphane Renault: 15-7 / 15-6
- Peter Axelsson –  Li Ang: 15-8 / 10-15 / 15-6
- Andrew Muir –  Stephan Kapps: 15-8 / 10-15 / 15-8
- Yoseph Phoa –  Harald Koch: 15-6 / 15-3
- Yong Hock Kin –  Volker Renzelmann: 15-5 / 15-7
- Claus Thomsen –  Kevin Scott: w.o.
- Alan Budikusuma –  Michael Helber: 15-1 / 15-9
- Peter Knowles –  John Laursen: 15-3 / 15-5
- Jürgen Koch –  Jens Olsson: 15-7 / 7-15 / 17-15
- Jan Jørgensen –  Jaime Llanes: 15-2 / 15-9
- Darren Hall –  Chris Bruil: 15-11 / 15-8
- Iain Sydie –  Bram Fernardin: 15-5 / 3-15 / 15-7
- Robert Liljequist –  Wang Xuyan: 13-15 / 15-8 / 15-6
- Oliver Pongratz –  Tomasz Mendrek: 15-6 / 15-4
- Detlef Poste –  Claus Thomsen: 15-9 / 11-15 / 15-5
- Anders Nielsen –  Wang Wen: 18-13 / 15-5
- Pierre Pelupessy –  Dharma Gunawi: 6-15 / 15-13 / 15-0
- Hermawan Susanto –  Bernd Schwitzgebel: 15-7 / 15-8
- Peter Axelsson –  Christian Nyffenegger: 15-4 / 15-4
- Jeroen van Dijk –  Andrew Muir: 15-1 / 15-10
- Søren B. Nielsen –  Yoseph Phoa: 15-11 / 15-4
- Joko Suprianto –  Yong Hock Kin: 15-3 / 15-8
- Alan Budikusuma –  Peter Knowles: 15-2 / 12-15 / 15-4
- Jürgen Koch –  Jan Jørgensen: 15-3 / 13-15 / 15-6
- Darren Hall –  Iain Sydie: 15-7 / 15-12
- Oliver Pongratz –  Robert Liljequist: 3-15 / 15-5 / 15-11
- Anders Nielsen –  Detlef Poste: 15-11 / 18-16
- Hermawan Susanto –  Pierre Pelupessy: 15-11 / 18-17
- Peter Axelsson –  Jeroen van Dijk: 15-12 / 15-11
- Joko Suprianto –  Søren B. Nielsen: 15-1 / 17-14
- Alan Budikusuma –  Jürgen Koch: 15-1 / 15-5
- Darren Hall –  Oliver Pongratz: 15-11 / 12-15 / 15-13
- Hermawan Susanto –  Anders Nielsen: 15-18 / 15-6 / 15-5
- Joko Suprianto –  Peter Axelsson: 15-5 / 15-10
- Alan Budikusuma –  Darren Hall: 15-2 / 17-15
- Joko Suprianto –  Hermawan Susanto: 15-13 / 18-16
- Alan Budikusuma –  Joko Suprianto: 15-11 / 15-2

## Dameneinzel Qualifikation
- Miwa Kai –  Jeanette Kuhl: 11-2 / 11-6
- Andrea Findhammer –  Renni Assenova: 11-9 / 11-2
- Nicole Grether –  Keiko Nakahara: 11-3 / 12-11
- Lotte Thomsen –  Jennifer Uy: 11-3 / 11-0
- Petra Tobien –  Dimitriika Ivanova: 12-11 / 11-7
- Elodie Mansuy –  Kirsten Sprang: 11-8 / 11-7
- Emilia Dimitrova –  Stefanie Westermann: 11-2 / 11-1
- Katrin Kuhn –  Cristina Remedios Bringas: 11-3 / 11-1
- Miwa Kai –  Sylvia Reyss: 11-4 / 11-3
- Andrea Findhammer –  Mira Sundari: 11-3 / 11-1
- Nicole Grether –  Heidi Bender: 11-1 / 11-1
- Lotte Thomsen –  Monica Halim: 11-5 / 11-5
- Yanne Vang-Nielsen –  Petra Tobien: 11-3 / 10-11 / 12-10
- Heike Franke –  Tanja Münch: 12-9 / 11-7
- Emilia Dimitrova –  Elodie Mansuy: 0-11 / 11-7 / 11-3
- Miwa Kai –  Katrin Kuhn: 11-0 / 11-5
- Nicole Grether –  Andrea Findhammer: 11-2 / 8-7
- Lotte Thomsen –  Yanne Vang-Nielsen: 11-6 / 11-4
- Heike Franke –  Emilia Dimitrova: 11-8 / 11-3

## Dameneinzel
- Susi Susanti –  Heike Franke: 11-1 / 11-1
- Catrine Bengtsson –  Fiona Elliott: 11-5 / 12-10
- Camilla Martin –  Silvia Albrecht: 11-2 / 11-0
- Yoshiko Iwata –  Sandra Dimbour: 11-4 / 11-4
- Lim Xiaoqing –  Neli Boteva: 11-2 / 11-4
- Monique Hoogland –  Yuliani Santosa: 11-9 / 6-11 / 12-11
- Denyse Julien –  Lotte Thomsen: 11-4 / 11-3
- Irina Serova –  Anne Søndergaard: 11-8 / 8-11 / 11-7
- Minarti Timur –  Fujimi Tamura: 11-7 / 11-2
- Julie Bradbury –  Victoria Wright: 11-1 / 6-1
- Christine Magnusson –  Christine Skropke: 11-3 / 11-5
- Joanne Muggeridge –  Bettina Villars: 11-4 / 11-1
- Pernille Nedergaard –  Nicole Grether: 11-4 / 11-3
- Miwa Kai –  Andrea Harsági: 11-0 / 11-1
- Sarwendah Kusumawardhani –  Doris Piché: 11-5 / 11-5
- Nicole Baldewein –  Lisbet Stuer-Lauridsen: w.o.
- Susi Susanti –  Catrine Bengtsson: 11-2 / 11-4
- Camilla Martin –  Yoshiko Iwata: 11-6 / 11-4
- Lim Xiaoqing –  Nicole Baldewein: 11-0 / 11-1
- Denyse Julien –  Monique Hoogland: 11-4 / 11-2
- Minarti Timur –  Irina Serova: 11-1 / 11-6
- Christine Magnusson –  Julie Bradbury: 11-1 / 11-3
- Pernille Nedergaard –  Joanne Muggeridge: 11-3 / 11-5
- Sarwendah Kusumawardhani –  Miwa Kai: 11-0 / 11-5
- Susi Susanti –  Camilla Martin: 11-5 / 8-11 / 11-8
- Lim Xiaoqing –  Denyse Julien: 11-2 / 11-4
- Christine Magnusson –  Minarti Timur: 12-10 / 11-2
- Sarwendah Kusumawardhani –  Pernille Nedergaard: 3-11 / 11-7 / 11-6
- Susi Susanti –  Lim Xiaoqing: 11-6 / 11-3
- Sarwendah Kusumawardhani –  Christine Magnusson: 11-8 / 11-7
- Susi Susanti –  Sarwendah Kusumawardhani: 11-7 / 10-12 / 11-8

## Herrendoppel Qualifikation
- Christian Diekmann /  Martin Kranitz –  Jaime Llanes /  Melvin Llanes: 15-3 / 15-2
- Thomas Berger /  Robert Neumann –  Ronnie Caballero /  Juan Carlos Ventosa: 15-1 / 15-3
- Holger Kampen /  Andreas Ruth –  Ronald Magnaye /  William Mardicas: 15-6 / 15-9
- Oliver Pongratz /  Bernd Schwitzgebel –  Allan De Leon /  Rocky Magnaye: 15-2 / 15-2
- Christophe Jeanjean /  Jean-Frédéric Massias –  Mihail Popov /  Svetoslav Stoyanov: 15-11 / 15-9
- Christian Diekmann /  Martin Kranitz –  Marek Bujak /  Bram Fernardin: 10-15 / 15-11 / 15-10
- Thomas Berger /  Robert Neumann –  Stojan Ivantchev /  Anatoliy Skripko: 15-6 / 15-8
- Roland Kapps /  Stephan Kapps –  Yves de Negri /  Mike Recoules: 15-10 / 15-2
- Kai Mitteldorf /  Björn Siegemund –  Holger Kampen /  Andreas Ruth: 17-14 / 16-17 / 15-3
- Roland Dorner /  Steffen Weber –  Nedelcho Kessov /  Theodoros Velkos: 15-2 / 15-5
- Oliver Pongratz /  Bernd Schwitzgebel –  Richárd Bánhidi /  Attila Nagy: 15-8 / 15-10
- Christophe Jeanjean /  Jean-Frédéric Massias –  Christian Diekmann /  Martin Kranitz: 15-8 / 15-13
- Thomas Berger /  Robert Neumann –  Roland Kapps /  Stephan Kapps: 15-6 / 15-9
- Kai Mitteldorf /  Björn Siegemund –  Roland Dorner /  Steffen Weber: 17-15 / 18-15

## Herrendoppel
- Chris Bruil /  Ron Michels –  Christophe Jeanjean /  Jean-Frédéric Massias: 15-9 / 15-7
- Michael Helber /  Markus Keck –  Christian Nyffenegger /  Thomas Wapp: 15-12 / 15-10
- Dharma Gunawi /  Li Ang –  Oliver Pongratz /  Bernd Schwitzgebel: 15-4 / 15-8
- Andrew Muir /  Iain Sydie –  Detlef Poste /  Volker Renzelmann: 15-7 / 15-6
- Christian Jakobsen /  Wang Wen –  Stefan Frey /  Yoseph Phoa: 15-5 / 15-9
- András Piliszky /  John Laursen –  Kai Mitteldorf /  Björn Siegemund: 15-4 / 15-5
- Michael Keck /  Uwe Ossenbrink –  Harald Koch /  Jürgen Koch: 15-5 / 18-17
- Simon Archer /  Nick Ponting –  Thomas Berger /  Robert Neumann: w.o.
- Jon Holst-Christensen /  Thomas Lund –  Chris Bruil /  Ron Michels: 15-4 / 15-6
- Thomas Indracahya /  Richard Mainaky –  Michael Helber /  Markus Keck: 12-15 / 15-8 / 15-8
- Peter Axelsson /  Pär-Gunnar Jönsson –  Dharma Gunawi /  Li Ang: 15-10 / 15-12
- Andy Goode /  Chris Hunt –  Andrew Muir /  Iain Sydie: 8-15 / 15-13 / 15-7
- Christian Jakobsen /  Wang Wen –  Tan Kim Her /  Yap Kim Hock: 15-12 / 15-11
- Rudy Gunawan /  Bambang Suprianto –  András Piliszky /  John Laursen: 15-4 / 15-10
- Jan-Eric Antonsson /  Stellan Österberg –  Michael Keck /  Uwe Ossenbrink: 15-10 / 15-11
- Jan Paulsen /  Henrik Svarrer –  Simon Archer /  Nick Ponting: 15-12 / 15-12
- Jon Holst-Christensen /  Thomas Lund –  Thomas Indracahya /  Richard Mainaky: 15-6 / 15-3
- Peter Axelsson /  Pär-Gunnar Jönsson –  Andy Goode /  Chris Hunt: 15-9 / 18-16
- Rudy Gunawan /  Bambang Suprianto –  Christian Jakobsen /  Wang Wen: 15-11 / 15-5
- Jan Paulsen /  Henrik Svarrer –  Jan-Eric Antonsson /  Stellan Österberg: 15-5 / 18-16
- Jon Holst-Christensen /  Thomas Lund –  Peter Axelsson /  Pär-Gunnar Jönsson: 15-7 / 10-15 / 15-9
- Rudy Gunawan /  Bambang Suprianto –  Jan Paulsen /  Henrik Svarrer: 15-6 / 17-15
- Jon Holst-Christensen /  Thomas Lund –  Rudy Gunawan /  Bambang Suprianto: 15-6 / 2-15 / 15-9

## Damendoppel Qualifikation
- Monica Halim /  Mira Sundari –  Cristina Remedios Bringas /  Jennifer Uy: 15-4 / 15-0
- Heike Franke /  Yanne Vang-Nielsen –  Renni Assenova /  Andrea Harsági: 15-4 / 15-6
- Monica Halim /  Mira Sundari –  Katrin Kuhn /  Petra Tobien: 15-6 / 15-9
- Heike Franke /  Yanne Vang-Nielsen –  Tanja Münch /  Kerstin Weinbörner: 15-10 / 15-8
- Nicole Grether /  Stefanie Westermann –  Silvia Albrecht /  Bettina Villars: 11-15 / 15-10 / 15-12
- Monica Halim /  Mira Sundari –  Neli Boteva /  Emilia Dimitrova: 15-3 / 15-7
- Heike Franke /  Yanne Vang-Nielsen –  Nicole Grether /  Stefanie Westermann: 15-2 / 15-11

## Damendoppel
- Monica Halim /  Mira Sundari –  Anne Søndergaard /  Lotte Thomsen: 10-15 / 15-4 / 18-13
- Julie Bradbury /  Joanne Goode –  Heidi Bender /  Petra Dieris-Wierichs: 15-7 / 15-8
- Marianne Rasmussen /  Anne Mette Bille –  Neli Boteva /  Emilia Dimitrova: 15-4 / 15-3
- Monique Hoogland /  Sonja Mellink –  Jeanette Kuhl /  Christine Skropke: 15-13 / 15-6
- Christine Magnusson /  Lim Xiaoqing –  Karen Neumann /  Katrin Schmidt: 15-7 / 15-8
- Denyse Julien /  Doris Piché –  Monica Halim /  Mira Sundari: 15-8 / 6-15 / 15-3
- Lisbet Stuer-Lauridsen /  Marlene Thomsen –  Miwa Kai /  Keiko Nakahara: 8-15 / 15-11 / 18-14
- Julie Bradbury /  Joanne Goode –  Rosalina Riseu /  Lilik Sudarwati: 15-7 / 18-16
- Marianne Rasmussen /  Anne Mette Bille –  Anne-Katrin Seid /  Nicole Baldewein: 15-2 / 15-9
- Catrine Bengtsson /  Maria Bengtsson –  Heike Franke /  Yanne Vang-Nielsen: 15-2 / 15-8
- Pernille Dupont /  Lotte Olsen –  Monique Hoogland /  Sonja Mellink: 15-4 / 15-3
- Gillian Clark /  Gillian Gowers –  Yoshiko Iwata /  Fujimi Tamura: 15-6 / 11-15 / 15-5
- Christine Magnusson /  Lim Xiaoqing –  Denyse Julien /  Doris Piché: 15-2 / 15-4
- Lisbet Stuer-Lauridsen /  Marlene Thomsen –  Julie Bradbury /  Joanne Goode: 17-18 / 15-10 / 15-9
- Catrine Bengtsson /  Maria Bengtsson –  Marianne Rasmussen /  Anne Mette Bille: 15-9 / 15-9
- Gillian Clark /  Gillian Gowers –  Pernille Dupont /  Lotte Olsen: 12-15 / 15-9 / 15-4
- Christine Magnusson /  Lim Xiaoqing –  Lisbet Stuer-Lauridsen /  Marlene Thomsen: 15-4 / 18-15
- Catrine Bengtsson /  Maria Bengtsson –  Gillian Clark /  Gillian Gowers: 15-9 / 15-7
- Christine Magnusson /  Lim Xiaoqing –  Catrine Bengtsson /  Maria Bengtsson: 15-9 / 15-0

## Mixed
- Uwe Ossenbrink /  Katrin Schmidt –  Chris Hunt /  Fiona Elliott: 15-12 / 4-15 / 15-9
- Kai Mitteldorf /  Anne-Katrin Seid –  Anatoliy Skripko /  Victoria Wright: 15-11 / 8-15 / 15-4
- Simon Archer /  Heidi Bender –  Bram Fernardin /  Heike Franke: 15-4 / 15-8
- Stefan Frey /  Yanne Vang-Nielsen –  Christophe Jeanjean /  Elodie Mansuy: 15-2 / 17-15
- Christian Jakobsen /  Marianne Rasmussen –  Michael Keck /  Karen Neumann: 15-9 / 15-11
- Dharma Gunawi /  Mira Sundari –  Richárd Bánhidi /  Andrea Harsági: 15-8 / 15-4
- Svetoslav Stoyanov /  Emilia Dimitrova –  Yoseph Phoa /  Jeanette Kuhl: 5-15 / 15-10 / 17-16
- Pierre Pelupessy /  Monique Hoogland –  Roland Kapps /  Katrin Kuhn: 15-4 / 15-5
- Thomas Lund /  Pernille Dupont –  Uwe Ossenbrink /  Katrin Schmidt: 15-11 / 15-5
- Ron Michels /  Sonja Mellink –  Kai Mitteldorf /  Anne-Katrin Seid: 15-12 / 16-17 / 15-10
- Jan Paulsen /  Lotte Olsen –  Simon Archer /  Heidi Bender: 15-9 / 15-4
- Nick Ponting /  Gillian Gowers –  Stefan Frey /  Yanne Vang-Nielsen: 17-14 / 15-4
- Christian Jakobsen /  Marianne Rasmussen –  Andy Goode /  Joanne Goode: 15-9 / 15-2
- Henrik Svarrer /  Marlene Thomsen –  Dharma Gunawi /  Mira Sundari: 15-2 / 15-7
- Jon Holst-Christensen /  Anne Mette Bille –  Svetoslav Stoyanov /  Emilia Dimitrova: 15-3 / 15-4
- Pär-Gunnar Jönsson /  Maria Bengtsson –  Pierre Pelupessy /  Monique Hoogland: 15-6 / 15-12
- Thomas Lund /  Pernille Dupont –  Ron Michels /  Sonja Mellink: 15-10 / 15-10
- Nick Ponting /  Gillian Gowers –  Jan Paulsen /  Lotte Olsen: 15-1 / 15-6
- Henrik Svarrer /  Marlene Thomsen –  Christian Jakobsen /  Marianne Rasmussen: 15-12 / 18-15
- Pär-Gunnar Jönsson /  Maria Bengtsson –  Jon Holst-Christensen /  Anne Mette Bille: 15-7 / 12-15 / 15-12
- Thomas Lund /  Pernille Dupont –  Nick Ponting /  Gillian Gowers: 15-10 / 15-10
- Pär-Gunnar Jönsson /  Maria Bengtsson –  Henrik Svarrer /  Marlene Thomsen: 15-8 / 15-11
- Thomas Lund /  Pernille Dupont –  Pär-Gunnar Jönsson /  Maria Bengtsson: 15-9 / 15-12